# 모리야마촌 (도쿠시마현)
모리야마촌(森山村)은 도쿠시마현 오에군에 있던 촌이다. 현재의 요시노가와시 가모지마정에 해당한다.

## 역사
- 1889년 10월 1일 - 정촌제 시행에 의해 4촌의 구역으로 성립하였다
- 1954년 3월 31일 - 니시오촌, 우시노시마촌과 합병해, 새로운 가모지마정이 성립, 동일 모리야마촌은 폐지되었다.

## 교통

### 도로
- 국도 제192호선

## 참고문헌
- 角川日本地名大辞典 36 徳島県